# Беика де Сус (Муреш)
Беика де Сус (рум. Beica de Sus) насеље је у Румунији у округу Муреш у општини Беика Де Жос. Oпштина се налази на надморској висини од 403 m.

## Становништво
Према подацима из 2002. године у насељу је живело 270 становника.

### Попис2002.
| Расподела становништва по националности 2002.‍ | Расподела становништва по националности 2002.‍ | Расподела становништва по националности 2002.‍ | Расподела становништва по националности 2002.‍ | Расподела становништва по националности 2002.‍ |
| --------------------------------------------- | --------------------------------------------- | --------------------------------------------- | --------------------------------------------- | --------------------------------------------- |
|                                               |                                               |                                               |                                               |                                               |
| Румуни                                        | Румуни                                        |                                               | 149                                           | 55,6%                                         |
| Роми                                          | Роми                                          |                                               | 119                                           | 44,4%                                         |